# 黃傳心
黃傳心（1895年4月9日—1979年2月9日），名法，字傳心，號劍堂，是臺灣日治時期的詩人、書法家、南管音樂家、命理勘輿師及編劇家。出生於嘉義縣東石鄉。善作漢詩，常與詩友結社吟詠，曾加入鷇音吟社、笑園吟社、樸雅吟社、嘉社等詩社，並曾創辦東石揖子吟社；曾為雲林五洲園木偶劇團創作劇本；因工書法，而有許多書法、楹聯、牌匾作品傳世。黃傳心故居朴子市雍銘室今稱傳心堂，由女婿凃英武書法家運用持續發揚書藝文化。

## 生平

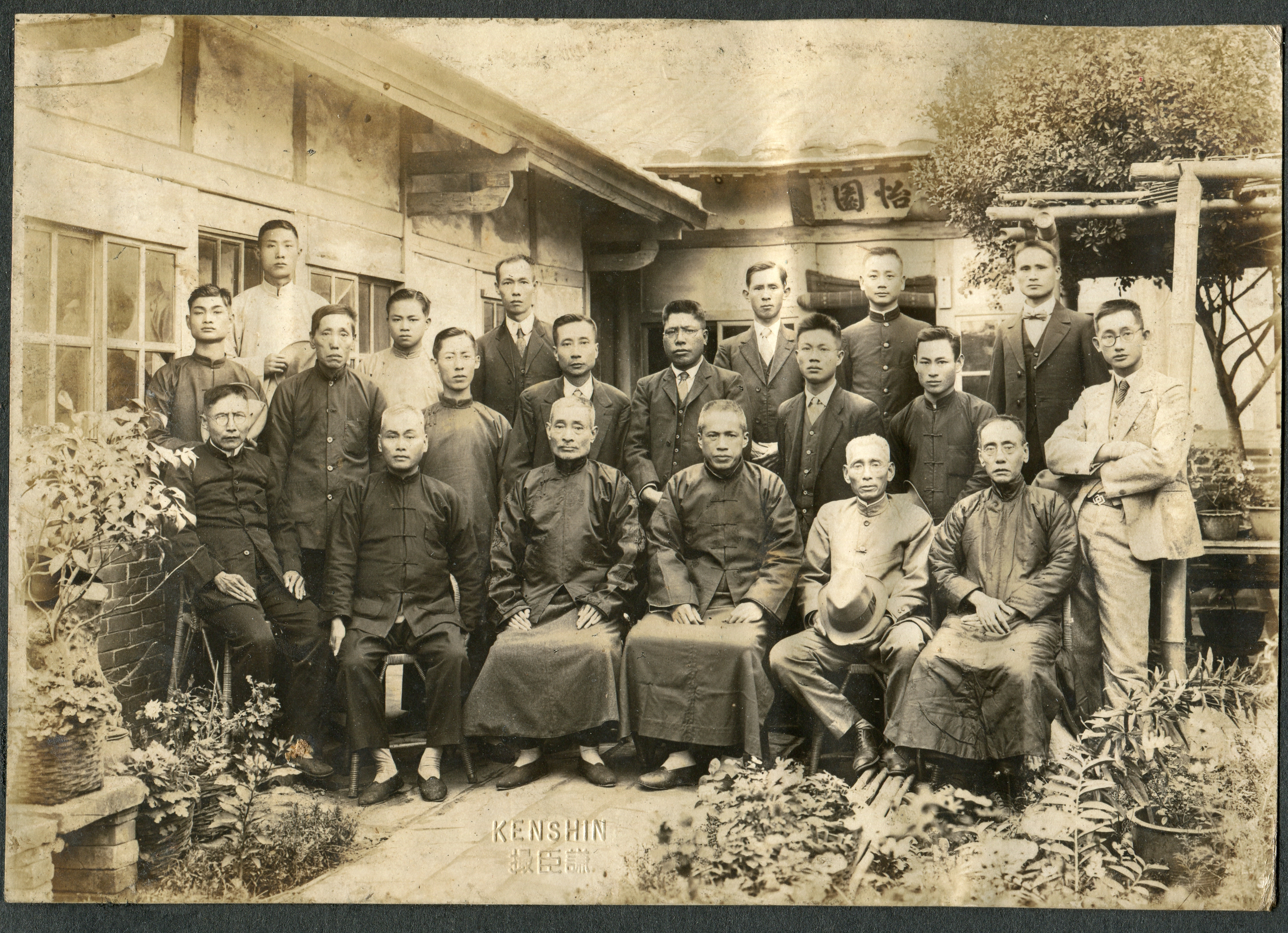
鷇音吟社合影於林維朝宅怡園，第二排右二為黃傳心

黃傳心少年時期，曾遊學於新巷庄秀才林維朝之門。1922年（大正11年）林維朝為了鼓勵漢學後進，和新港一帶的文人組織成立鷇音吟社，黃傳心是當時社員之一。後來，黃傳心曾先後在嘉義、虎尾設帳教授漢學；戰後，曾任虎尾區署秘書、臺灣省立虎尾中學教師、虎尾糖廠文書、雲林縣文獻委員會編輯等職務。
黃傳心精通漢詩，一生創作唱酬無數，其作品集成，先後付梓《劍堂吟草》、《劍堂吟草續集》、《丹心集》三冊。此外，黃傳心還收集過不少雲林民謠，也曾為五洲園木偶劇團派編過布袋戲齣《虎兒道祖》、《瀟湘夜雨》及《烏紅巾》等劇本。

## 家族
黃傳心為黃信及吳腰的長子，家中經營新鼎發商行，為具有船隻的貿易商。舅父吳根是當地仕紳經營鼎發商行曾任日治時期保正並具有鴉片專賣權。胞弟黃源山(1912年-1994年)號秀峰，由黃傳心本人親授漢學，兄弟二人並為日治時期地方聞名的漢詩詩人。
其養子黃建（1922年-2002年）為東石賽龍舟發起人，黃傳心次子黃楫（1953年-）為當代油畫創作者。